# Жуга, Тихон Павлович
Тихон Павлович Жуга (13 августа 1899, село Дробышево, Изюмский уезд, Харьковская губерния, Российская империя — неизвестно, посёлок Дробышево, Краматорский район, Донецкая область) — бригадир колхоза «Червоный хлебороб» Краснолиманского района Сталинской области, Украинская ССР. Герой Социалистического Труда (1948).

## Биография
Родился в 1899 году в крестьянской семье в селе Дробышево Изюмского района (в советское время — Краснолиманский район, Лиманский район, сегодня — Краматорский район). С раннего возраста трудился в сельском хозяйстве. В начале 1930-х годов вступил в колхоз «Червоный хлебороб» Краснолиманского района. После освобождения Донбасса осенью 1943 года от немецко-фашистских захватчиков восстанавливал разрушенное колхозное хозяйство. В послевоенное время — бригадир полеводческой бригады в этом же колхозе.
В 1947 году бригада под его руководством собрала в среднем с каждого гектара по 30,80 центнеров пшеницы на участке площадью 41 гектар. Указом Президиума Верховного Совета СССР от 16 февраля 1948 года удостоен звания Героя Социалистического Труда за «получение высоких урожаев пшеницы, ржи, кукурузы и сахарной свёклы в 1947 году» с вручением ордена Ленина и золотой медали «Серп и Молот» (№ 504).
Этим же указом званием Героя Социалистического Труда были награждены труженики колхоза «Червоный хлебороб» бригадир Илья Федотович Черников и звеньевая Нина Михайловна Скрыпник.
После выхода на пенсию проживал в родном посёлке Дробышево. С 1968 года — персональный пенсионер союзного значения. Дата смерти не установлена.